# Mordet på William McKinley
Mordet på William McKinley inträffade i Temple of Music i Buffalo i delstaten New York den 6 september 1901. USA:s dåvarande president William McKinley blev skjuten av anarkisten Leon Czolgosz och avled den 14 september.
Leon Czolgosz avrättades senare i elektriska stolen. Syra placerades i kistan för att förinta den döda kroppen, före begravningen vid fängelsets kyrkogård.

### Fotnoter
1. ↑  Miller, sid. 322–330.
2. ↑  Rauchway, sid. 53.